# جان لندی
جان مایکل لندی (به انگلیسی: John Michael Landy) (زادهٔ ۱۲ آوریل ۱۹۳۰) دوندهٔ سابق دوهای نیمه‌استقامت استرالیایی است، وی دومین شخصی است که یک مایل را زیر ۴ دقیقه دوید، و نیز رکوردهای جهانی جدیدی را برای دوهای ۱۵۰۰ متر و یک مایل ثبت کرد.
جان لندی از سال ۲۰۰۱ تا ۲۰۰۶ فرماندار ایالت ویکتوریا بود.

## سنین جوانی و تحصیل
لندی در ۱۲ آوریل ۱۹۳۰ در ملبورن، ویکتوریا متولد شد. او در سال ۱۹۵۴ از دانشگاه ملبورن فارغ‌التحصیل شد و لیسانس علوم کشاورزی دریافت کرد.

## ورزشکاری

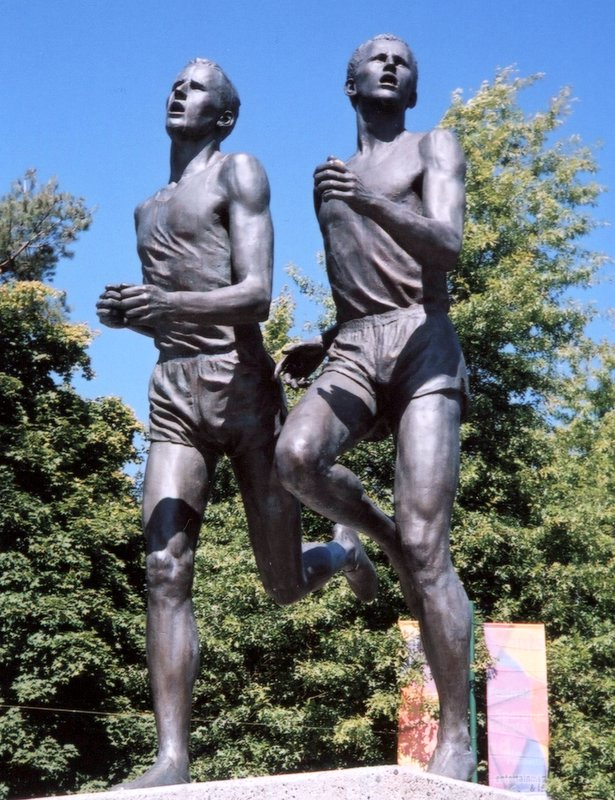
مجسمه جان لندی

لندی در طول سال‌های تحصیل خود از تماشای مسابقات دو نیمه‌استقامت لذت می‌برد. او طی دوران دانشگاه به یک دونده جدی تبدیل شد و در سال ۱۹۴۹ به باشگاه ورزشی گیلونگ گیلد پیوست. لندی در بازی‌های المپیک تابستانی ۱۹۵۲ هلسینکی و ۱۹۵۶ در ملبورن عضو تیم المپیک استرالیا بود و در المپیک ۱۹۵۶ به ادای سوگند المپیک پرداخت. در ۲۱ ژوئن ۱۹۵۴، در یک نشست بین‌المللی در تورکو، فنلاند، لندی پس از راجر بنیستر، دومین مردی شد که به رکورد یک مایل در زیر ۴ دقیقه دست یافت و رکورد جهانی ۳:۵۷٫۹ را ثبت کرد که توسط اتحادیه بین‌المللی فدراسیون‌های دو و میدانی بر حسب قوانین گرد کردن در آن زمان عدد رکورد ۳/۵۸ تأیید شد. این رکورد بیش از سه سال حفظ شد.

## مرگ
لندی در ۲۴ فوریه ۲۰۲۲ در خانه خود در کستلماین، ویکتوریا، در سن ۹۱ سالگی درگذشت. او برای مدتی به بیماری پارکینسون مبتلا بود.

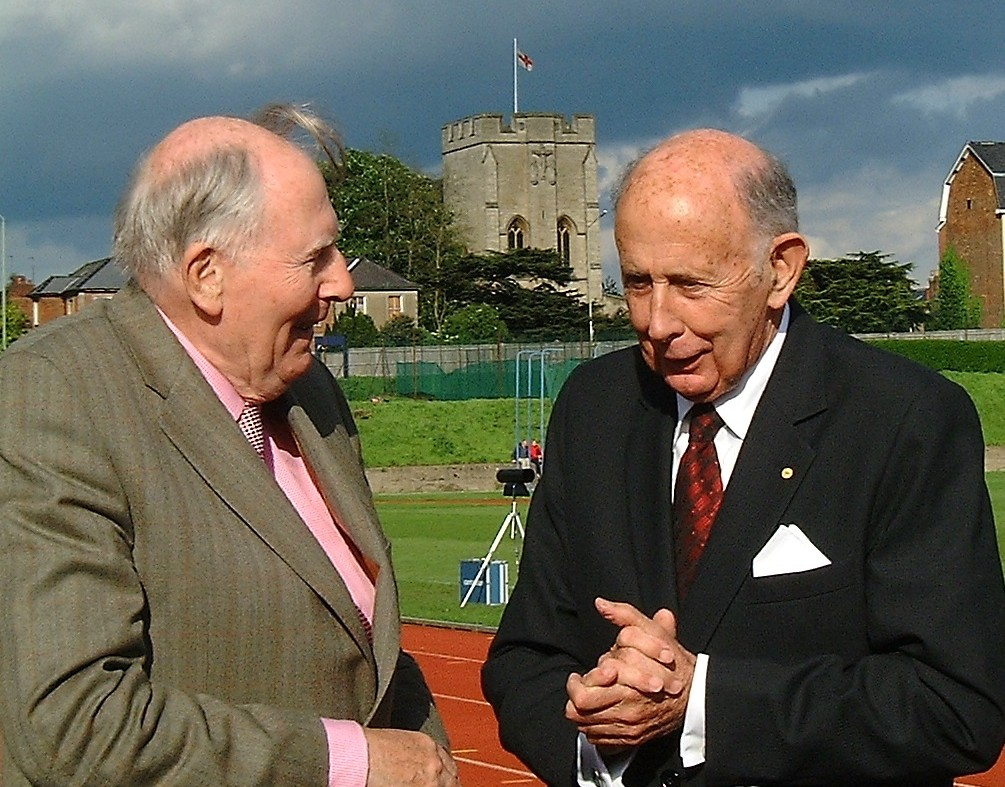
سمت راست لندی و سمت چپ راجر بنیستر